# Eduardo Schaerer
Eduardo Schaerer Vera y Aragón (Caazapá, 2 de diciembre de 1873-Buenos Aires, 12 de noviembre de 1941) fue un político y periodista paraguayo que fue presidente de la República de 1912 a 1916, siendo el primer presidente paraguayo que logró culminar su período presidencial en el siglo XX.

## Vida personal
Nacido en la ciudad de Caazapá, sus padres fueron el señor Santiago Schaerer y la señora Isabel Vera y Aragón. Su padre era suizo, natural de Vordemwald, Argovia. Estuvo casado con Doña Matilde Heisecke, hija de Christian Heisecke, natural de Hamburgo, Alemania y cónsul del Imperio Austro Húngaro ante el Paraguay. Uno de sus hijos fue Arturo Schaerer, director del diario La Tribuna luego de su padre y galardonado con el premio de periodismo Moors Cabot de la Universidad de Columbia (Estados Unidos) en el año 1953.
Sus estudios primarios los realizó en su ciudad natal, y los secundarios en el Colegio Nacional de la Capital. Desde muy joven se dedicó al comercio, a la política y al periodismo. Fue uno de los fundadores de El Diario, junto a Gualberto Cardús Huerta y Adolfo Riquelme, y fundador de La Tribuna, periódico de su sola propiedad del que, desde su fundación hasta los años 70, fue el jefe de la prensa nacional. Murió en Buenos Aires el 12 de noviembre de 1941.

## Comienzos de carrera
Habiendo fallecido su madre cuando tenía tres años, Eduardo Schaerer se crio entre los bosques de Caazapá y el lago Ypacaraí junto a San Bernardino, colonia Suizo-Alemana fundada por su padre. Antes de cumplir 15 años ya se había mudado a Asunción donde tras emplearse algunos años comenzó una serie de prósperos emprendimientos comerciales.  En los inicios del siglo XX se convirtió en promotor inmobiliario, creando y desarrollando los barrios de Ciudad Nueva y Sajonia, los primeros ensanches urbanos de la ciudad de Asunción. Tempranamente comienza sus estudios de derecho y se afilia al Partido Liberal donde pronto se destaca como uno de sus principales exponentes. También emprendió una carrera fraterna en Aurora del Paraguay. En el año 1904 tuvo un destacado papel en la revolución que inició el periodo de los gobiernos liberales, como parte de los revolucionarios que llegaron en el buque Sajonia al que renombraron Libertad, actuando en Nuestra Señora del Pilar de Ñeembucú. A partir de allí, la figura de Schaerer ganó notoriedad y un particular peso político que se mantendría por décadas en la política paraguaya. 
En 1908 fue elegido Intendente Municipal de Asunción y con él se iniciaron las primeras grandes reformas urbanísticas de la capital del país, pavimentación de calles, construcción de plazas, se construyeron los primeros sistemas de alcantarillado y se inició la electrificación de la ciudad. También se desempeñó como Director de Aduanas y Ministro del Interior, y fue elegido Presidente de la República en el año 1912.

## Gobierno
El nombre de Schaerer se había pronunciado reiteradamente en la ciudad como el único capaz de guiar las difíciles circunstancias que se manifestarían en el futuro. Fue elegido el 9 de agosto de 1912 y asumió la presidencia de la República desde el 15 de agosto de 1912 hasta el 15 de agosto de 1916. Su gabinete estuvo formado por: Eusebio Ayala, en Relaciones Exteriores; Manuel Gondra, en Guerra y Marina; Félix Paiva, en Justicia, Culto e Instrucción Pública; Jerónimo Zubizarreta, en Hacienda y José P. Montero, en Interior. Más tarde se produjeron algunos cambios: Gondra fue a la cancillería, el coronel Patricio A. Escobar a Guerra y Marina; Eusebio Ayala a Hacienda; Culto e Instrucción Pública y Belisario Rivarola a Justicia.
Durante su gobierno se inicia por primera vez un proyecto país desde una visión geopolítica internacional, comenzándose a trazar un modelo país que asume su centralidad subcontinental y su capacidad de articulación interregional, y en este sentido, y habiéndose concluido la vía férrea a Encarnación y su conexión con Buenos Aires, se inicia la construcción de la Vía Férrea al Brasil para llegar a Paranaguá y Santos, el 5 de marzo de 1914 se encomienda al Ferrocarril Central del Paraguay librar al servicio público una línea ferroviaria de Borja a Yguazú, siendo concretada hasta Abaí, e incluyendo además el proyecto de una ciudad portuaria fronteriza sobre el Paraná cuya fundación sería concretada durante el gobierno del Presidente Franco. Es de destacar también que en 1913 se encarga el primer estudio sobre el aprovechamiento del potencial hidroeléctrico de los Saltos del Guaira (Precursor de Itaipú). 
Se efectúan importantes nombramientos diplomáticos y plenipotenciarios: Pedro Saguier ante Argentina y Uruguay, Ramón Lara Castro ante Brasil, Eugenio A. Garay ante Bolivia, Héctor Velázquez ante EE. UU. y México, y Fulgencio R. Moreno ante Perú, Chile y luego Bolivia.
Se continuaron grandes esfuerzos para lograr un acuerdo en la cuestión del Chaco, de la que se habían logrado grandes avances con el Tratado Soler Pinilla de 1907. Se continuó avanzando con el Protocolo Ayala Mujía del 5 de abril de 1913, luego en RR.EE. asume Manuel Gondra y se realiza el Protocolo Moreno Mujía del 19 de julio de 1915, con ambos se llegó a estar lo más cerca posible de una solución pacífica. 
En 1913 visita el Paraguay el expresidente de Estados Unidos Theodore Roosevelt, gran líder norteamericano progresista y antimonopolista representante de la lucha antimonopolista contra la Standard Oil de John D. Rockefeller. La mencionada visita fue de cortesía y a la vez carácter confidencial revelando las verdaderas intenciones del Grupo Rockefeller en la región, donde Eduardo Schaerer crea la Escuela Militar el 23 de junio de 1915 para la formación de una clase militar profesional que pudiera defender la soberanía del país, potenciar las fronteras y tratar de evitar cualquier tipo de conflicto bélico con los países vecinos. Igualmente, en 1913 recibe al Ministro austrohúngaro, baron Otto von Hoenning O'Carroll, enviado por su emperador Francisco José I de Austria, lográndose importantes acuerdos con la mencionada potencia europea, pero los siguientes conflictos bélicos desarrollados en Europa con la Primera Guerra Mundial, imposibilitaron dicho efecto ocasionando así, la drástica desaparición del mencionado imperio.

### Orden económico
Dentro de los postulados radicales, que propugnan el intervencionismo económico para lograr una base de igualdad de oportunidades para los ciudadanos, y considerando el incipiente desarrollo nacional aún entrada la década de 1910, las principales obras de gobierno en torno a lo económico son:
- Se construyen Puertos y Aduanas en Concepción, Encarnación, Pilar y Villeta.

- Se fortalece el Banco Agrícola y se recuperan antiguos préstamos. Se dicta una ley financiera para pagar las deudas de gobiernos anteriores.

- Se crea la Oficina de Cambios, como ente regulador financiero encargado de la emisión monetaria y base del posterior Banco Central del Paraguay.

- Se sanciona la primera Ley de Exportación de Ganado Vacuno, gravando dicha actividad y se crean nuevos mataderos.

- Se crea el Departamento General de Fomento, para el desarrollo de las industrias agropecuarias y la vialidad.

- Se aumentan los impuestos al alcohol.

- Se registra el despertar de la clase obrera, la organización de sindicatos y las primeras huelgas, prueba de la libertad sociopolítica que existía.

### Orden social y cultural
Fue el primer Presidente paraguayo desde Carlos Antonio López que envió becados a Europa. Durante su gobierno envió a más de 200 paraguayos a importantes universidades europeas, entre los que podemos citar promisorios hombres como Silvio Pettirossi, Bruno Guggiari, Nicolás Sarubbi, Tomás Romero Pereira, Pedro Ciancio, Pedro Calunga, Anselmo Jover Peralta y muchos otros. A causa del estallido de la Primera Guerra Mundial a partir de 1915 comienza a enviar a los primeros becados a Estados Unidos.
En 1912, el Doctor Manuel Franco fue asignado rector de la Universidad. En 1913 se aceptó la renuncia del Doctor Teodosio González a su cátedra de Derecho Penal y don Simeón Carísimo fue director del Colegio Nacional de Villarrica, en donde Francisco Ruffinelli comenzó a ejercer la cátedra de Geografía.
La situación cultural del país recibió estímulos significativamente incentivados por don Manuel Gondra, uno de los intelectuales más importantes de aquella época. Schaerer firmó los nombramientos de poetas y artistas, como Rubén Darío; Narciso R. Colmán; Leopoldo Ramos Jiménez; Eloy Fariña Núñez; Delfín Chamorro; Manuel Ortiz Guerrero; Modesto Delgado Rodas; Justo Pastor; Federico García; entre otros.
Otras obras en este orden incluyen:
- Se crearon las primeras Escuelas Normales Rurales: en Villarrica, Encarnación, Pilar y Barrero Grande.

- Se crea el Gimnasio Paraguayo, institución cultural de enseñanza e investigación.

- Se crea el Jardín Botánico y el Museo de Historia Natural en Trinidad.

- Se aprobó el plan de estudios e inició su funcionamiento la Escuela de Comercio.

- Se inicia por decreto el aprendizaje del idioma inglés en el plan de estudios secundarios.

- Se amplía la Ley de Enseñanza Media y Superior.

- Se compra la biblioteca del Sr. Enrique Solano López.

### Desarrollo urbanístico e infraestructural
Al iniciarse su gobierno, el Paraguay contaba con 180 km de vías férreas que llegaban hasta la ciudad de Villarrica. En 1916 al terminar su gobierno se contaron con casi 700 km de vías férreas. En 1913 el ferrocarril llega a Encarnación y se ensambla con la línea ferroviaria de Posadas, Argentina, posibilitando por primera vez la llegada en ferrocarril de los productos paraguayos al Océano Atlántico, además se inició la construcción de una red ferroviaria en el Departamento de Concepción que debía empalmar con el sistema brasileño y con el nuevo ferrocarril de la compañía Carlos Casado en el Chaco. 
Pero sobre todo debe mencionarse la construcción del ramal a Abaí que debía llegar hasta la frontera con el Brasil y así obtener otra salida al Océano para los productos de exportación.
Con sus ministros Manuel Gondra y Eusebio Ayala fue el precursor del desarrollo del Este del país y de una nueva concepción geopolítica para el Paraguay. En este sentido igualmente, en el año 1915 fue presentado el primer estudio para el aprovechamiento hidroeléctrico de los Saltos del Guairá, idea precursora de la actual Itaipú.
Se dieron cambios trascendentales en el desarrollo y fisonomía urbana de Asunción y principales localidades del interior. En este sentido se dio continuidad a los grandes avances efectuados por Schaerer como Intendente de la Capital entre 1908 y 1911. Comenzó a operar la C.A.L.T. (Antecesora de la A.N.D.E.) y se inició la Electrificación de Asunción, tanto de calles y espacios públicos con el primer sistema de alumbrado público eléctrico como de prestación del servicio para viviendas y sector privado y el Primer Servicio Telefónico, así como también la introducción del Tranvía Eléctrico como medio de transporte público económico y ecológico cubriendo gran parte del territorio de la capital y alrededores. Se prosiguieron las primeras obras de Alcantarillado Sanitario iniciadas durante la intendencia, se adjudicó el primer servicio de provisión de agua corriente y se concierta la continuación de los trabajos de reconstrucción del hoy Panteón de los Héroes.
Se consolidaron importantes barrios como Sajonia, Gral. Díaz y Ciudad Nueva, conformado una estructura urbana ordenada y planificada, con abundantes espacios públicos y los primeros bulevares de la ciudad, destacándose también la introducción de la primera Ley Orgánica Municipal que daría sustento jurídico al desarrollo local tanto de Asunción como del interior de país, convocándose a las Primeras Elecciones Municipales en Asunción el 17 de octubre de 1914. 
También donó 4 Manzanas en el barrio Sajonia para sede del estadio de la Liga Paraguaya de Futbol. También se creó y entró en vigencia la primera Ley de Pavimentación. Se levantaron en todo el país más de 200 km de redes telegráficas y se instalaron las primeras estaciones radiotelegráficas del país. Se iniciaron las obras preliminares para la construcción de la Futura Ruta II, a cargo del Ing. Albino Mernes, para lo cual se expropiaron tierras en la zona de Barrero Grande.

### Defensa nacional, seguridad ciudadana y sistema judicial
- Se crea el Colegio Militar el 23 de junio de 1915.

- Se crea el Escuadrón de Seguridad en la Capital y la Gendarmería Montada en el interior del país.

- Se inicia el Voluntariado Militar.

- Se trasladan la III y la V Zonas Militares al Chaco, con tres comandancias, de Pilcomayo, de Bahía Negra y de Villa Hayes, y la II Zona Militar a Paraguarí.

- Promovió la ayuda a los veteranos de guerra y el 23 de junio de 1915 se creó la Escuela Militar, que sería fundamental para la formación de una clase militar de alto nivel que defendería el Chaco años más tarde.

- Se dispone la primera numeración continuada de las leyes a partir del año 1913.

- Cecilio Báez es nombrado miembro del Superior Tribunal; Federico Chaves es nombrado fiscal del crimen y Luis Ruffinelli defensor de reos pobres.

Se inicia un juicio político contra los miembros del poder judicial José Tomas Legal (Liberal) y Cayetano Carreras (Colorado), además de Emiliano Rojas por apropiación indebida de dinero de la nación. Con su gobierno se inició un periodo de estabilidad política y prosperidad económica que duró casi una década. 
Teniendo el ofrecimiento y la posibilidad de ser reelecto en 1916, concluye su mandato y por primera vez en la historia del Paraguay, un Presidente Constitucional y Civil en término de mandato, entrega el mando de la nación a su sucesor, Manuel Franco.

## Pospresidencia
Tras abandonar la presidencia, es electo Senador de la Nación en 1921, teniendo un preponderante peso político en el Congreso, siendo también sus posteriores desavenencias con otros grupos liberales uno de los desencadenantes de la revolución de 1922.
Colaboró cercanamente con todos los gobiernos liberales posteriores y siempre mantuvo una postura aperturista con representantes de otros partidos políticos, dio aviso de la crisis que dio inicio a las dictaduras del siglo XX y habiendo sido exiliado por el dictador Higinio Morinigo dedicó sus últimos días de vida a la preparación de una revolución no concretada contra el mismo, quien prohibió todo manifiesto o publicación en su memoria, e intervino el diario La Tribuna y otros medios de prensa opositora, iniciándose una larga persecución política en el Paraguay. 

## Legado político
El rol de Eduardo Schaerer en el gobierno antes que nada fue el de ordenar política, social y económicamente a la nación, poniendo fin a un periodo de inestabilidad política. Lográndose la estabilidad política asume una postura desarrollista, se inician las primeras obras de progreso nacional, se saldan deudas y se sanean las finanzas del Estado, y se inicia la época dorada del liberalismo radical en el Paraguay. 
| Predecesor: Emiliano González Navero | Presidente de la República del Paraguay 1912 - 1916 | Sucesor: Manuel Franco |